# Surinaams-Turkse betrekkingen
Surinaams-Turkse betrekkingen verwijzen naar de huidige en historische betrekkingen tussen Suriname en Turkije.

## Diplomatieke banden
Diplomatieke betrekkingen tussen Turkije en Suriname kwamen tot stand op 17 mei 1976.
Tijdens de jaren 1980 bereikten de diplomatieke betrekkingen een dieptepunt. Met het aantreden van het kabinet-Venetiaan werden de betrekkingen genormaliseerd. Later, op 7 maart 2013, werd een overeenkomst over vriendschap en samenwerking ondertekend die op 13 september 2017 in werking trad.

## Diplomatieke missies
Turkije heeft een honorair consul in Paramaribo; de ambassadeur voor Suriname bevindt zich in Port of Spain in Trinidad en Tobago. Suriname heeft twee honoraire consulaten in Turkije: in Ankara en Istanbul.
De niet-residerende Surinaamse ambassadeur van Suriname voor Turkije opereert vanuit Paramaribo.

## Officiële bezoeken
Van 6 tot 9 mei 2013 bracht de Surinaamse vice-president Robert Ameerali een bezoek aan Turkije.
Van 14 tot 15 april 2016 bezocht de Surinaamse minister van Buitenlandse Zaken  Niermala Badrising Istanbul om deel te nemen aan de 13e top van de Organisatie voor Islamitische Samenwerking (IOS). Zij ontmoette toen de Turkse minister van Buitenlandse Zaken Mevlüt Çavuşoğlu.
Op 10 juli 2017 had minister Çavuşoğlu een ontmoeting met de Surinaamse minister van Buitenlandse Zaken Yldiz Pollack-Beighle in de wandelgangen tijdens de 44e zitting van de OIS-ministerraad in Abidjan (Ivoorkust).
Van 20 tot 21 september 2018 bezocht minister Çavuşoğlu Suriname en werd ontvangen door president Desi Bouterse.
In maart 2022 bezocht minister Albert Ramdin Turkije om deel te nemen aan het Antalya Diplomatic Forum. Tijdens zijn bezoek had hij een plechtige ontmoeting met Çavuşoğlu waarin zij een memorandum of understanding ondertekenden.